# Zaquitel Ojo de Agua
Zaquitel Ojo de Agua är en ort i Mexiko.   Den ligger i kommunen Tila och delstaten Chiapas, i den sydöstra delen av landet, 700 km öster om huvudstaden Mexico City. Zaquitel Ojo de Agua ligger 766 meter över havet och antalet invånare är 255.
Terrängen runt Zaquitel Ojo de Agua är varierad. Runt Zaquitel Ojo de Agua är det ganska tätbefolkat, med 96 invånare per kvadratkilometer. Närmaste större samhälle är Simojovel de Allende, 15,6 km söder om Zaquitel Ojo de Agua. Trakten runt Zaquitel Ojo de Agua består till största delen av jordbruksmark.